# 1965-ös jégkorong-világbajnokság
Az 1965-ös jégkorong-világbajnokság a 32. világbajnokság volt, amelyet a Nemzetközi Jégkorongszövetség szervezett. A vb-ken a csapatok három szinten vettek részt. A világbajnokságok végeredményei alapján alakult ki az 1966-os jégkorong-világbajnokság csoportjainak mezőnye.

## A csoport
1–8. helyezettek
- Szovjetunió – Világbajnok
- Csehszlovákia
- Svédország
- Kanada
- NDK
- Egyesült Államok
- Finnország
- Norvégia – Kiesett a B csoportba

## B csoport
9–15. helyezettek
- Lengyelország – Feljutott az A csoportba
- Svájc
- NSZK
- Magyarország
- Ausztria
- Nagy-Britannia
- Jugoszlávia – Kiesett a C csoportba

B csoport selejtezője
16–17. helyezettek
- Olaszország
- Franciaország